# Włochy na Mistrzostwach Świata w Lekkoatletyce 2017
Włochy na Mistrzostwach Świata w Lekkoatletyce 2017 – reprezentacja Włoch podczas mistrzostw świata w Londynie liczyła 36 zawodników, którzy zdobyli 1 medal.

## Zdobyte medale
| Medal | Zawodnik            | Konkurencja   | Rezultat | Data        |
| ----- | ------------------- | ------------- | -------- | ----------- |
| brąz  | Antonella Palmisano | chód na 20 km | 1:26:36  | 13 sierpnia |

## Skład reprezentacji
Mężczyźni
| Zawodnik             | Konkurencja                   | Eliminacje | Eliminacje | Półfinał | Półfinał | Finał    | Finał   |
| Zawodnik             | Konkurencja                   | Rezultat   | Pozycja    | Rezultat | Pozycja  | Rezultat | Pozycja |
| -------------------- | ----------------------------- | ---------- | ---------- | -------- | -------- | -------- | ------- |
| Filippo Tortu        | bieg na 200 metrów            | 20,59      | 25. Q      | 20,68    | 17.      | NQ       | NQ      |
| Davide Re            | bieg na 400 metrów            | 45,71      | 23. Q      | 45,95    | 33.      | NQ       | NQ      |
| José Bencosme        | bieg na 400 m przez płotki    | 49,79      | 19. Q      | 50,29    | 16.      | NQ       | NQ      |
| Lorenzo Vergani      | bieg na 400 m przez płotki    | 50,37      | 29.        | NQ       | NQ       | NQ       | NQ      |
| Abdoullah Bamoussa   | bieg na 3000 m z przeszkodami | 8:34,86    | 26.        | —        | —        | NQ       | NQ      |
| Yohanes Chiappinelli | bieg na 3000 m z przeszkodami | 8:36,48    | 30.        | —        | —        | NQ       | NQ      |
| Ala Zoghlami         | bieg na 3000 m z przeszkodami | 8:26,18    | 16.        | —        | —        | NQ       | NQ      |
| Stefano La Rosa      | maraton                       | —          | —          | —        | —        | DNF      | DNF     |
| Daniele Meucci       | maraton                       | —          | —          | —        | —        | 2:10:56  | 6.      |
| Giorgio Rubino       | chód na 20 km                 | —          | —          | —        | —        | 1:20:47  | 16.     |
| Francesco Fortunato  | chód na 20 km                 | —          | —          | —        | —        | 1:22:01  | 25.     |
| Daniele Meucci       | chód na 20 km                 | —          | —          | —        | —        | 1:25:20  | 48.     |
| Marco De Luca        | chód na 50 km                 | —          | —          | —        | —        | 3:45:09  | 9.      |
| Michele Antonelli    | chód na 50 km                 | —          | —          | —        | —        | DNF      | DNF     |

| Zawodnik          | Konkurencja | Kwalifikacje | Kwalifikacje | Finał | Finał   |
| Zawodnik          | Konkurencja | Wynik        | Pozycja      | Wynik | Pozycja |
| ----------------- | ----------- | ------------ | ------------ | ----- | ------- |
| Gianmarco Tamberi | skok wzwyż  | 2,29         | 13.          | NQ    | NQ      |
| Kevin Ojiaku      | skok w dal  | 7,82         | 18.          | NQ    | NQ      |
| Simone Falloni    | rzut młotem | 69,90        | 30.          | NQ    | NQ      |
| Marco Lingua      | rzut młotem | 74,41        | 12. q        | 75,13 | 10.     |

Kobiety
| Zawodniczka                                                                   | Konkurencja                   | Eliminacje | Eliminacje | Półfinał | Półfinał | Finał    | Finał   |
| Zawodniczka                                                                   | Konkurencja                   | Rezultat   | Pozycja    | Rezultat | Pozycja  | Rezultat | Pozycja |
| ----------------------------------------------------------------------------- | ----------------------------- | ---------- | ---------- | -------- | -------- | -------- | ------- |
| Gloria Hooper                                                                 | bieg na 200 metrów            | 23,51      | 28.        | NQ       | NQ       | NQ       | NQ      |
| Irene Siragusa                                                                | bieg na 200 metrów            | 23,73      | 34.        | NQ       | NQ       | NQ       | NQ      |
| Maria Benedicta Chigbolu                                                      | bieg na 400 metrów            | 53,00      | 40.        | NQ       | NQ       | NQ       | NQ      |
| Yusneysi Santiusti                                                            | bieg na 800 metrów            | 2:02,75    | 32.        | NQ       | NQ       | NQ       | NQ      |
| Margherita Magnani                                                            | bieg na 1500 metrów           | 4:09,15    | 25.        | NQ       | NQ       | NQ       | NQ      |
| Marzia Caravelli                                                              | bieg na 400 m przez płotki    | 56,92      | 29.        | NQ       | NQ       | NQ       | NQ      |
| Ayomide Folorunso                                                             | bieg na 400 m przez płotki    | 55,65      | 15. Q      | 56,47    | 18.      | NQ       | NQ      |
| Yadisleidy Pedroso                                                            | bieg na 400 m przez płotki    | 56,41      | 21. q      | 55,95    | 13.      | NQ       | NQ      |
| Francesca Bertoni                                                             | bieg na 3000 m z przeszkodami | 10:01:36   | 34.        | —        | —        | NQ       | NQ      |
| Maria Benedicta Chigbolu Maria Enrica Spacca Libania Grenot Ayomide Folorunso | sztafeta 4 × 400 m            | 3:27,81    | 9.         | —        | —        | NQ       | NQ      |
| Antonella Palmisano                                                           | chód na 20 km                 | —          | —          | —        | —        | 1:26:36  | brąz    |
| Eleonora Giorgi                                                               | chód na 20 km                 | —          | —          | —        | —        | 1:30:34  | 14.     |
| Valentina Trapletti                                                           | chód na 20 km                 | —          | —          | —        | —        | 1:30:35  | 15.     |

| Zawodniczka   | Konkurencja | Kwalifikacje | Kwalifikacje | Finał | Finał   |
| Zawodniczka   | Konkurencja | Wynik        | Pozycja      | Wynik | Pozycja |
| ------------- | ----------- | ------------ | ------------ | ----- | ------- |
| Erika Furlani | skok wzwyż  | 1,80         | 28.          | NQ    | NQ      |
| Marco Lingua  | skok wzwyż  | 1,89         | 19.          | NQ    | NQ      |
| Laura Strati  | skok w dal  | 6,21         | 24.          | NQ    | NQ      |